# Budu (Bantusprache)
Budu ist eine Bantusprache, die von dem Volk der Budu im Wamba-Territorium in der Provinz Haut-Uele der Demokratischen Republik Kongo gesprochen wird.
Ihre Orthografie verwendet die Sonderbuchstaben ɨ, ʉ, ɛ und ɔ, sowie eine spezielle Form des Doppelpunkts (Unicode: U+A789 ꞉ modifier letter colon im Block Lateinisch, erweitert-D) und einen einem verkürzten Gleichheitszeichen ähnelnden Doppelstrich
(U+A78A ꞊ modifier letter short equals sign im gleichen Block) als Tonzeichen.